# Каламазу
Каламазу (англ. Kalamazoo) — місто (англ. city) в США, адміністративний центр округу Каламазу у південно-західній частині штату Мічиган. Населення — 73 598 осіб (2020).
Каламазу географічно розташоване в західному та південному Мічигані поруч з однойменною річкою. Площа становить 65,03 км², з яких 63,92 км² припадає на сушу. За переписом 2010 року чисельність населення становить 74 262 людини.
Місто було засноване в 1829 році Титом Бросноном і спочатку на честь нього носило ім'я Бронсон. Назва «Каламазу» з'явилася між 1836 і 1837 роками. Статус міста отримало в 1883 році.
Місто є великим залізничним вузлом, основу економіки складають підприємства металообробної, паперової, хімічної, фармацевтичної промисловості. У місті розташований Університет Західного Мічигану.

## Географія
Каламазу розташований за координатами 42°16′31″ пн. ш. 85°35′19″ зх. д. / 42.27528° пн. ш. 85.58861° зх. д. (42.275163, -85.588501). За даними Бюро перепису населення США в 2010 році місто мало площу 65,05 км², з яких 63,93 км² — суходіл та 1,12 км² — водойми.

### Клімат
| Клімат : Каламазу       | Клімат : Каламазу | Клімат : Каламазу | Клімат : Каламазу | Клімат : Каламазу | Клімат : Каламазу | Клімат : Каламазу | Клімат : Каламазу | Клімат : Каламазу | Клімат : Каламазу | Клімат : Каламазу | Клімат : Каламазу | Клімат : Каламазу | Клімат : Каламазу |
| Показник                | Січ.              | Лют.              | Бер.              | Квіт.             | Трав.             | Черв.             | Лип.              | Серп.             | Вер.              | Жовт.             | Лист.             | Груд.             | Рік               |
| Абсолютний максимум, °C | 16,7              | 21,7              | 29,4              | 30,0              | 34,4              | 36,7              | 40,0              | 35,0              | 34,4              | 30,0              | 22,8              | 20,6              | 40,0              |
| Середній максимум, °C   | −0,4              | 1,3               | 7,8               | 15,7              | 21,6              | 26,4              | 28,7              | 27,4              | 23,6              | 16,3              | 9,6               | 2,0               | 15,1              |
| Середній мінімум, °C    | −8,2              | −7,1              | −2,6              | 3,4               | 9,3               | 14,6              | 16,4              | 15,8              | 11,2              | 5,3               | 0,7               | −5                | 4,5               |
| Абсолютний мінімум, °C  | −25,6             | −25,6             | −21,1             | −7,2              | −2,8              | 1,7               | 3,9               | 6,1               | 2,2               | −3,9              | −11,1             | −22,8             | −26,7             |
| Норма опадів, мм        | 44                | 36                | 47                | 81                | 96                | 82                | 80                | 91                | 79                | 85                | 61                | 43                | 825               |
| Днів з дощем            | 12                | 9                 | 11                | 13                | 13                | 12                | 11                | 13                | 13                | 13                | 11                | 13                | 144,0             |
| ----------------------- | ----------------- | ----------------- | ----------------- | ----------------- | ----------------- | ----------------- | ----------------- | ----------------- | ----------------- | ----------------- | ----------------- | ----------------- | ----------------- |
| Джерело: nws.noaa.gov   |                   |                   |                   |                   |                   |                   |                   |                   |                   |                   |                   |                   |                   |

## Демографія
Згідно з переписом 2010 року, у місті мешкали 74 262 особи в 29 141 домогосподарстві у складі 13 453 родин. Густота населення становила 1142 особи/км². Було 32433 помешкання (499/км²).
Расовий склад населення:
| - 68,1 % — білих - 22,2 % — чорних або афроамериканців - 1,7 % — азіатів - 0,5 % — корінних американців - 2,8 % — осіб інших рас |

До двох чи більше рас належало 4,6 %. Частка іспаномовних становила 6,4 % від усіх жителів.
За віковим діапазоном населення розподілялося таким чином: 20,5 % — особи молодші 18 років, 70,1 % — особи у віці 18—64 років, 9,4 % — особи у віці 65 років та старші. Медіана віку мешканця становила 26,2 року. На 100 осіб жіночої статі у місті припадало 97,4 чоловіків; на 100 жінок у віці від 18 років та старших — 95,2 чоловіків також старших 18 років.
Середній дохід на одне домашнє господарство становив 49 073 долари США (медіана — 33 009), а середній дохід на одну сім'ю — 64 579 доларів (медіана — 45 086). Медіана доходів становила 35 697 доларів для чоловіків та 32 035 доларів для жінок. За межею бідності перебувало 33,9 % осіб, у тому числі 38,2 % дітей у віці до 18 років та 15,1 % осіб у віці 65 років та старших.
Цивільне працевлаштоване населення становило 35 486 осіб. Основні галузі зайнятості: освіта, охорона здоров'я та соціальна допомога — 30,2 %, мистецтво, розваги та відпочинок — 14,9 %, роздрібна торгівля — 13,5 %, виробництво — 12,4 %.

## Українські сліди
На цвинтарі Ріверсайд похований підполковник армії УНР Андрій Голуб — лицар хреста УНР.